# André Baillon

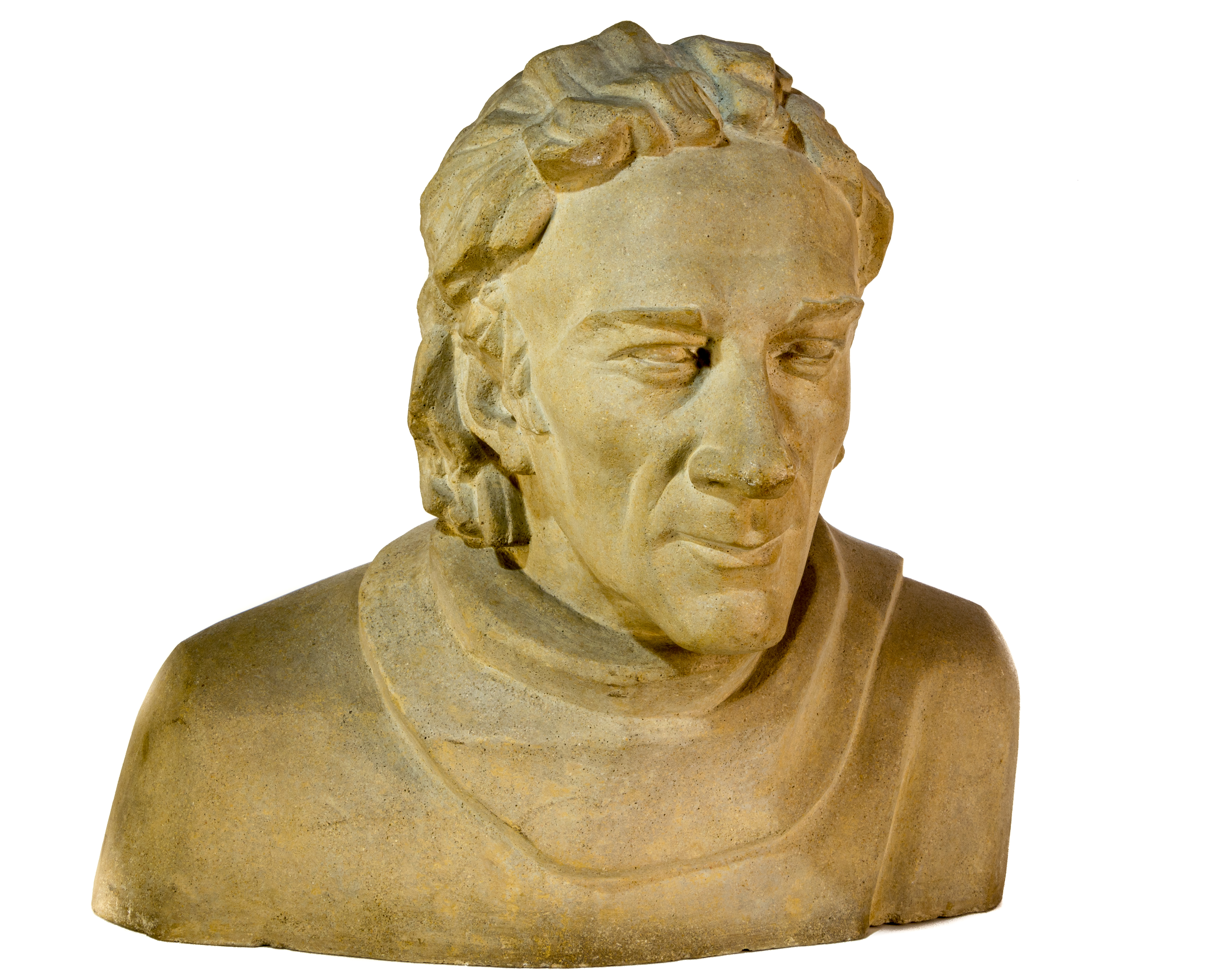
André Baillon

André Baillon, född 27 april 1875, död 10 april 1932, var en belgisk författare.
Baillon, som var av fransk släkt men flamländare på mödernet, föddes i Antwerpen, gick i olika katolska skolor och kom som 18-årig till Louvain för att studera matematik vid universitetet där. Där upptäckte han Baudelaire och övergick till litteraturstudier och förslösade sedan han blivit myndig snabbt sitt fädernearv. Baillon prövade därefter olika yrken, var en längre tid journalist och debuterade 1919 med Moi, quelque part ... en samling skisser, senare omdöpt till En sabots och under det namnet utgiven i Paris 1921, dit Baillon då flyttat och där han sedan blev kvar fram till sin död.
Bland Baillons övriga inte alltför omfattande produktion märks bland annat Histoire d'une Marie (1921), Zonzon Pépette, fille de Londres (1923), Par fil spécial (1924) där han utnyttjade sina erfarenheter som journalist, Un homme si simple (1925), Chalet I (1926) en sjukdomshistoria, Délires (1927), Le Perce-oreille du Luxembourg (1928) en bok om neurotiker, La vie est quotidienne (1929) en novellsamling samt den ofullbordade självbiografiska romanserien Des vivants et des morts innehållande Le neveu de Mademoiselle Autorité (1930) och Roseau (1932).
Ivar Lo-Johansson och Eyvind Johnson träffade Baillon c:a 1928-1929 och Johnson översatte några noveller av Baillon för Stockholms-Tidningen.